# Estação Kokusaikaikan
Kokusaikaikan é uma das estações terminais da linha Karasuma do metro de Quioto, no Japão.